# Линейные корабли типа «Ривендж»
Тип «Ривендж» (англ. Revenge class battleship) — серия британских линейных кораблей. В ряде источников данный тип именуется как тип «Ройял Соверен» (англ. Royal Sovereign class). Первоначально планировалась постройка восьми кораблей. Но заложены в 1914—1916 годах были только пять кораблей. Ещё два заказанных корабля — HMS Renown и HMS Repulse строились уже как линейные крейсера. А постройка восьмого — HMS Resistance — была вообще отменена.

## Проектирование

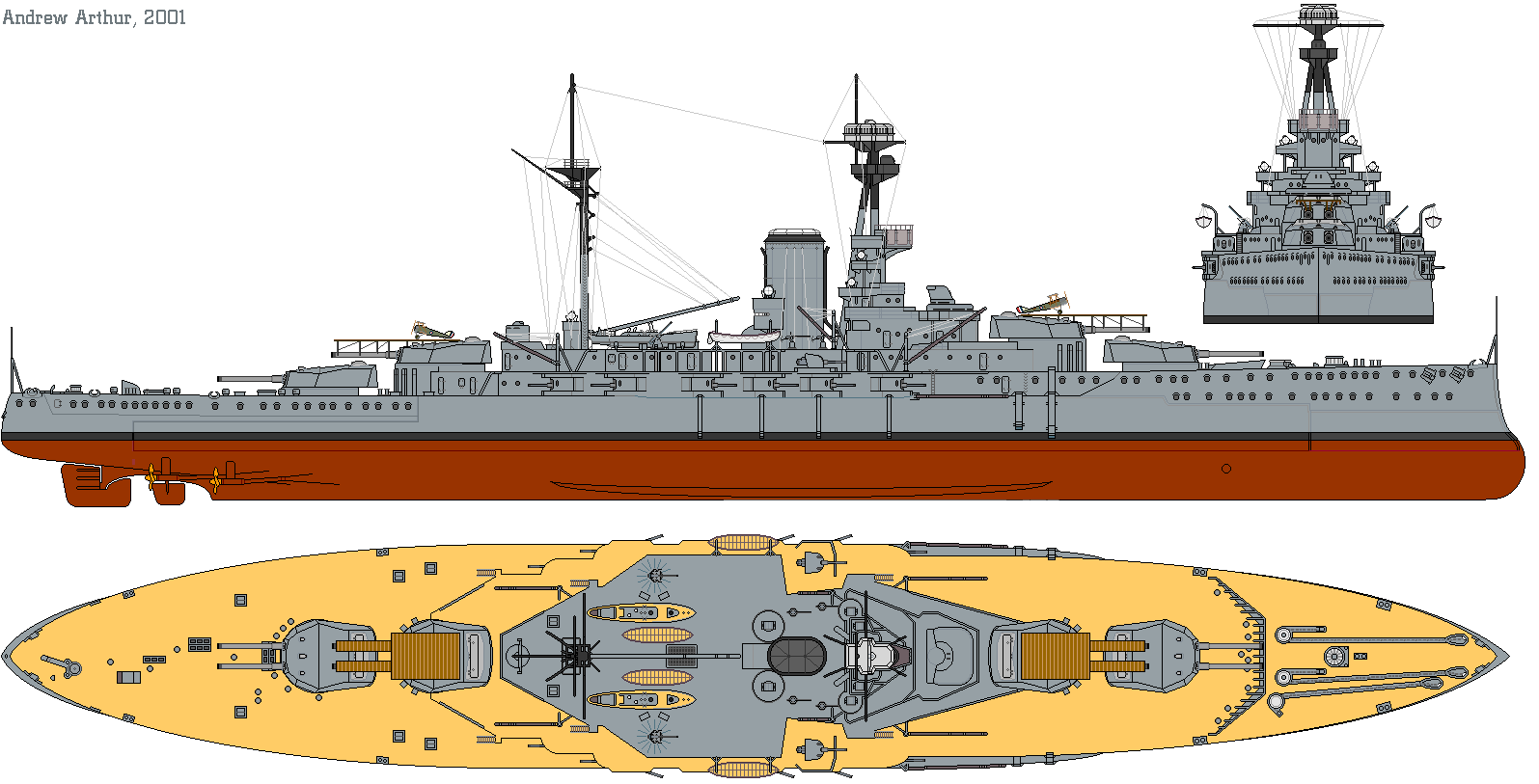
Линейные корабли типа «Ривендж». Схема.

В 1913 году в Великобритании приняли программу строительства пяти новых линкоров, очень близких по типу к типу «Куин Элизабет», которые уже спустили на воду.
Линкоры типа «Ривендж» являлись развитием проекта линкоров типа «Куин Элизабет». Вооружение новых кораблей было таким же, но они рассчитывались на меньшую скорость (21,5 узел вместо 24-х) и угольное отопление. В целях экономии новые корабли имели меньшее водоизмещение, и на них предполагалось установить котлы для комбинированного топлива: угля и нефти. Стоимость постройки каждого корабля оценивалась в 2 млн 150 тыс. фунтов стерлингов, в то время как линкоры типа «Куин Элизабет» обошлись от 2 млн 408 тыс. до 3 млн 14 тыс. фунтов стерлингов каждый. При первом его рассмотрении водоизмещение увеличили с 25 500 т до 25 750 т, а скорость хода снизили с 21,5 до 21¼ узла (как у линкоров типа «Айрон Дюк»). Потом от угля решили отказаться. При этом подсчитали, что после небольших изменений турбины будут развивать мощность 40 тыс. л. с. вместо предусмотренных проектом 31 тыс. л. с. Вследствие такого увеличения мощности скорость хода должна была возрасти с 21 до 22-23 узлов. Изменили запас топлива: вместо 3000 т угля и 1500 т нефти полный запас теперь составил 3400 т нефти. Дальность плавания при этом не изменилась.
Сэкономленный вес использовали для увеличения артиллерийских погребов орудий главного калибра, вместимость которых возросла с 640 до 800 выстрелов.

## Конструкция
Основываясь на опыте, полученном при эксплуатации «Айрон Дьюка», на котором даже при среднем волнении батареи 152-мм орудий заливались водой, их перенесли ближе к корме с уменьшением расстояния между казематами. Теперь их заливало меньше чем на кораблях, построенных раньше. Четыре орудия были поставлены открыто на главной палубе по сторонам от дымовой трубы.
Противоторпедная переборка прикрывала погреба, машинные, котельные и торпедные отделения. Расположенная так же, как на линкорах типа «Куин Элизабет», она имела меньшую толщину: всего 38 мм, а в междудонном пространстве — 25,4 мм. Причина этого в том, что в первоначальном проекте кораблей типа «Роял Соверен» предусматривалось угольные ямы, служившие дополнительной защитой.
При проектировании была заложена не очень большая метацентрическая высота, при этом бортовая качка становилась более плавной, и корабль становился более устойчивой платформой для артиллерии.
Установка булей на линкор «Рэмиллис», выполненная ещё до окончания его строительства, изменила параметры остойчивости, поскольку увеличилась ширина и возросла метацентрическая высота. Поэтому решили, снабжая остальные четыре линкора булями, уделить особое внимание на борьбу с качкой. После того как выяснилось, что это не помогло и корабли с булями весьма подвержены бортовой качке, провели множество опытов, чтобы разработать оптимальную конструкцию булей для линкора «Роял Оук» и установив вместе с булями новые улучшенные скуловые кили. Несмотря на то, что ходе испытаний все линкоры типа «Роял Соверен» превысили конструктивную мощность турбин (40 000 л. с.) скорость с булями составила 21,5 узел. У линкоров типа «Роял Соверен» руль был одиночный, но с  небольшим вспомогательным рулем впереди основного (оба располагались в диаметральной плоскости корабля).

## Модернизации

### Модернизация в 1922—1930 годы
На всех кораблях установили два 102-мм зенитных орудия и сняли два 76,2-мм, установили ещё два 102-мм зенитных орудия и сняли два 152-мм орудия на полубаке. На отдельных кораблях убирали и ставили флагштоки, переносили прожектора и делали другие мелкие изменения.

### Модернизация в 1930—1939 годы
Хотя постоянно высказывались соображения о необходимости радикальной модернизации линкоров типа «Роял Соверен», но, в отличие от других кораблей, её так и не провели. Отказ от модернизации мотивировали тихоходностью этих линкоров, хотя кардинальная модернизация предусматривала и замену силовой установки и тихоходность устранялась в ходе модернизации. То есть причины были не в этом.
Но все же эти старые линейные корабли к 1930 году составляли третью часть всего линейного флота Великобритании, поэтому надо было провести имитацию бурной деятельности.
Так на «Ризолюшен» установили катапульту для самолёта, потом сняли катапульту, а у среза кормы поставили подъемный кран для гидросамолета, однако после неудачного испытания его то же сняли и хранили на берегу, в качестве опыта поставили спаренную 102-мм зенитную установку на палубе по правому борту у дымовой трубы, а одноствольные 102-мм орудия правого борта сняли, на фор-марсе поставили прибор управления зенитным огнем MK-I, сняли кормовой торпедный аппарат, убрали наполнение верхней части булей цементом и деревом и несколько изменили форму булей, соорудили водонепроницаемые отсеки по бортам от артиллерийских погребов.
В период между 1932 и 1933 годами были демонтированы стартовые платформы для самолётов на второй («В») и третьей («X») башнях. Адмиральский мостик расширили к носу, а передний срез закруглили. В сентябре 1933 года на площадке боевой рубки установили два 12,7-мм четырёхствольных пулемета.
В сентябре 1936 года сделано следующее на третьей башне установили увеличенную катапульту типа «E-III-T». На палубе на высоте грот-мачты ближе к правому борту — вернули кран для подъёма самолёта, демонтировали кормовой пост управления торпедной стрельбой и на его месте соорудили авиационную кладовую, недавно установленный прибор управления зенитной стрельбой MK-I на фор-марсе заменили двумя приборами МК-II: одним на фор-марсе и другим на грот-мачте. Утяжеленную грот-мачту снабдили дополнительными опорами, демонтировали первоначальные прожекторные площадки по сторонам дымовой трубы, а затем построили новую площадку с четырьмя 91,4-см прожекторами, на новых площадках у дымовой трубы поставили два устаревших «Пом-пома». Пост управления их огнём поместили в задней части штурманского мостика, а стоящие там два 61-см прожектора сняли, нижнюю прожекторную площадку мостика увеличили к корме и объединили с площадками у трубы, теперь она стала сигнальной палубой, на ней появился пост для сигнальщиков, два 61-см и два 25,4-см сигнальных прожектора, пост управления торпедной стрельбой над штурманской рубкой заменили постом ПВО. Там установили 3,65-м дальномер для воздушных целей, компасную площадку прикрыли пуленепробиваемыми листами для защиты от атак низко летящих самолётов, демонтировали носовой подводный аппарат.
В 1938 году провели единственную модернизацию увеличивающую боевую ценность: одноствольные и двухствольные 102-мм зенитные орудия заменили четырьмя 102-мм двухорудийными универсальными установками МК-ХIХ. Модернизировали такелаж грот-мачты и поставили радиопеленгатор.
До начала войны никаких модификаций больше не было.

## Служба
«Ривендж» и «Ройял Оак» участвовали в Ютландском сражении, но никак себя не проявили. После модернизации все корабли этого типа активно участвовали во Второй мировой войне, в ходе которой один корабль этого типа был потерян. «Ройял Оак» стал первым линкором, погибшим во Второй мировой войне. 14 октября 1939 года он был потоплен в главной базе британского флота Скапа-Флоу тремя торпедами немецкой подводной лодки U-47. С 1944 по 1949 год линкор «Ройял Соверен» под названием «Архангельск» временно находился в аренде в советском ВМФ в счет получения будущих репараций от Италии.

## Представители
| Название                      | Судоверфь | Закладка        | Спуск на воду    | Вступление в строй | Судьба                                                                                 |
| ----------------------------- | --------- | --------------- | ---------------- | ------------------ | -------------------------------------------------------------------------------------- |
| Ройял Соверен Royal Sovereign | Портсмут  | 15 января 1914  | 29 апреля 1915   | апрель 1916        | отправлен на слом 1949                                                                 |
| Ривендж Revenge               | Виккерс   | 22 декабря 1913 | 29 мая 1915      | февраль 1916       | учебный корабль 1944, отправлен на слом 1948                                           |
| Ройял Оак Royal Oak           | Девонпорт | 15 января 1914  | 17 ноября 1914   | 1 мая 1916         | потоплен 14 октября 1939 в Скапа-Флоу подводной лодкой U-47; объявлен братской могилой |
| Резолюшен Resolution          | Палмерс   | 29 ноября 1913  | 14 января 1915   | декабрь 1916       | отправлен на слом 1948                                                                 |
| Рамиллиес Ramillies           | Бердмор   | 12 ноября 1913  | 12 сентября 1916 | сентябрь 1917      | отправлен на слом 1948                                                                 |